# 科勒·维洛克
科勒·伊萨克森·维洛克（挪威語：Kåre Isaachsen Willoch，發音：[ˈkòːrə ˈìːsɑksn̩ ˈvɪ̀lːɔk] ⓘ；1928年10月3日—2021年12月6日），挪威保守党政治家，曾于1981年到1986年担任挪威首相。
维洛克作为经济学家毕业于奥斯陆大学。第一个政治岗位是从1952年到1959年作为奥斯陆市议会的成员。1957年代表奥斯陆第一次被选举进入挪威议会，在每次议会竞选中当选直到1989年。1963年8月到9月，他在短命但著名的伊翁·吕恩内阁被任命为贸易大臣。1970年到1974年他担任保守党主席。
1981年保守党重新上台执政，科勒·维洛克出任首相。1983年，原来由保守党单独组阁的政府开始扩大成为一个三党联合政府，由保守党代表、基督教民主党代表和中央党代表组成联合政府。维洛克政府从1981年至1985年期间在挪威议会中一直占居着多数席位。1985年挪威议会选举，进步党两名议员成为在议会两大集团之间的一股平衡力量。1986年的不信任動議，由于进步党同工党在投票时站在同一个立场上，所以保守黨聯合政府被推翻，工黨再次執政。
从1989年到1998年维洛克担任奥斯陆和阿克什胡斯州长（fylkesmann）。从1998年到2000年他是挪威广播公司（NRK）的主席。他还兼挪威南森学院（Nansen Institute）的主任。自1986年以来，他是国际民主联盟（即保守党国际）的副主席（IDU），和德国-挪威社会的总裁。
他讲挪威语、英语、德语和法语，出版了一定数量的书。